# Jan Mandyn

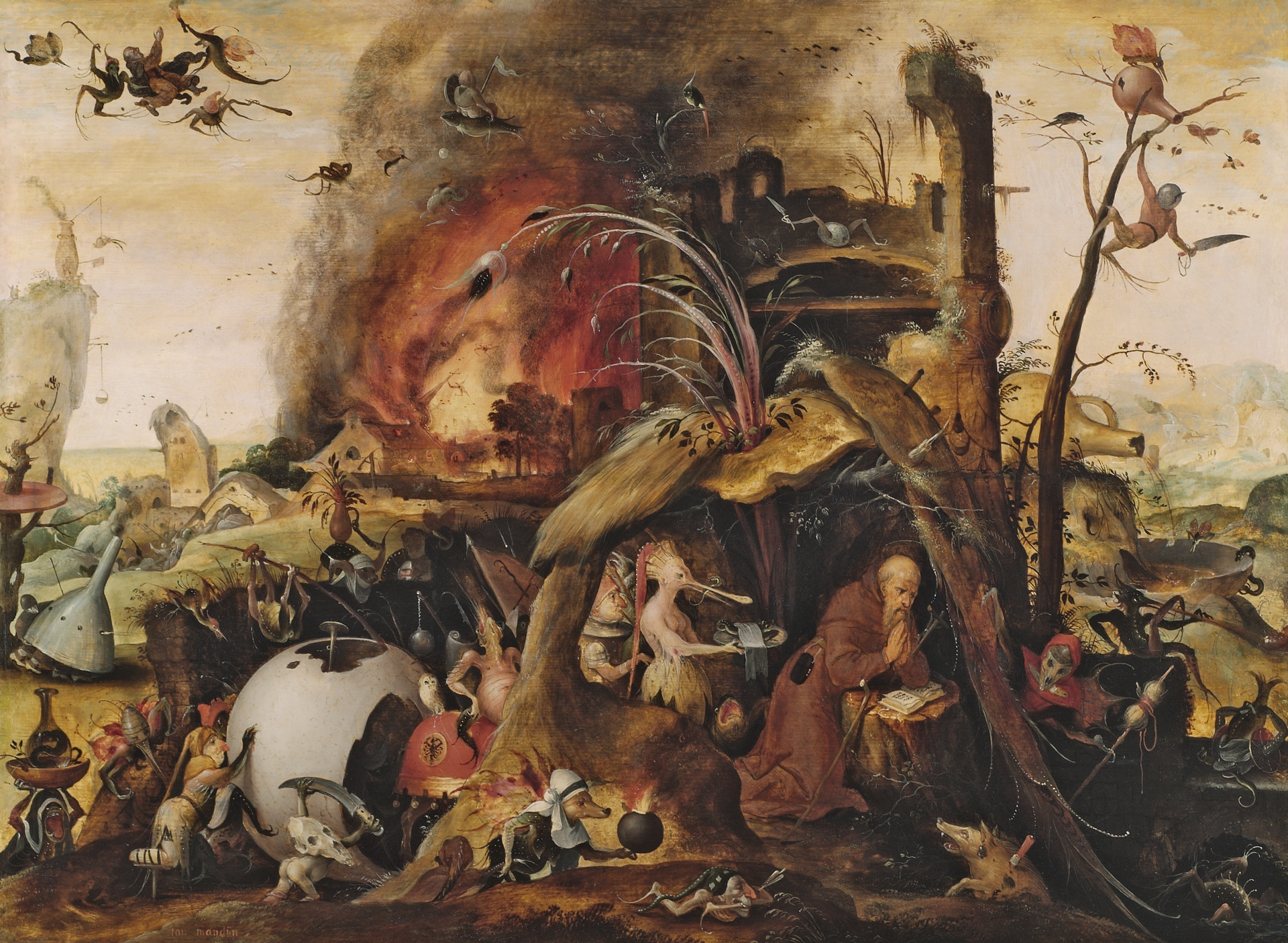
Kuszenie św. Antoniego (ok. 1530)

Jan Mandyn lub Mandijn (ur. w 1502 w Haarlemie, zm. w 1559 w Antwerpii) – niderlandzki malarz i rysownik okresu renesansu.
Około 1530 zamieszkał w Antwerpii. Przyjaźnił się z Aertsenem. Malował w stylu Pietera Huysa, kontynuując tradycję diabolicznej tematyki Boscha.
Jego uczniami byli Gillis Mostaert i Bartholomeus Spranger.

## Wybrane dzieła
- Cierpienie Hioba -  Musée de la Chartreuse, Douai
- Epizod z Pasji Chrystusa -  111,5 x 173,7 cm, Królewskie Muzeum Sztuk Pięknych, Antwerpia
- Krajobraz z legendą o św. Krzysztofie -  71 x 98,5 cm, Ermitaż, Sankt Petersburg
- Kuszenie św. Antoniego -  120 x 120 cm, Kunsthistorisches Museum, Wiedeń
- Kuszenie św. Antoniego -  ok. 1530, Frans Hals Museum, Haarlem
- Lot z córkami -  79 x 110 cm, Królewskie Muzeum Sztuk Pięknych, Antwerpia
- Św. Krzysztof -  Stara Pinakoteka, Monachium